# MÁV-Baureihe 315
Die MÁV-Baureihe 315 war eine Personenzug-Tenderlokomotivreihe der Ungarischen Staatsbahn MÁV für den Vorortverkehr im Raum Budapest auf Strecken mit schnellem Richtungswechsel ohne Wendemöglichkeit. Von den Lokomotiven ist keine erhalten geblieben.

## Geschichte
Diese Lokomotive gilt als eine Variante der MÁV-Baureihe 342. Sie wurde im Vorortverkehr von Budapest eingesetzt. Durch den dort vorhandenen besseren Oberbau konnten Baureihen mit höherer Achslast verkehren. Deshalb wurden von der MÁVAG größere Vorratsbehälter für Wasser und Kohle eingebaut, um den Aktionsradius zu erhöhen. Ansonsten waren die Fahrzeuge gleich der MÁV-Baureihe 342. Es erhöhte sich ferner der Kuppelachsdruck, was ein höheres Reibungsgewicht und damit eine höhere Zugkraft brachte. Die Lokomotiven waren nur im Raum Budapest einsetzbar.
1943 hatte sich das Einsatzgebiet der Lokomotiven etwas verschoben; sieben Lokomotiven waren weiterhin in Budapest eingesetzt, vier Lokomotiven versahen ihren Dienst in Nové Zámky in der Slowakei, vier Lokomotiven waren im Heizhaus von Ilva Mică in Rumänien und die restlichen drei in Subotica in Serbien eingesetzt.
Nach dem Ende des Zweiten Weltkrieges waren noch zwölf Lokomotiven in Ungarn vorhanden. Eine davon war betriebsfähig, drei in Reparatur und acht abgestellt. Von diesen acht Lokomotiven hatten drei so schwere Beschädigungen, dass sich ein Wiederaufbau nicht mehr lohnte. Die restlichen konnten nach umfangreichen Reparaturen wieder in den Fahrdienst übernommen werden. 1951 waren sechs Lokomotiven im Betrieb und wurden im Raum Budapest eingesetzt. Offensichtlich waren noch 14 Lokomotiven insgesamt vorhanden. Ab 1966 begannen die Ausmusterungen; in diesem Jahr wurde eine Lokomotive ausgemustert, 1967 folgten fünf, 1968 eine, 1969 drei, 1970 zwei und 1972 die restlichen zwei.